# أسل قصير الثمار
أسل قصير الثمار (الاسم العلمي: Juncus brachycarpus) نوع نباتي يتبع جنس الأسل وينتمي إلى الفصيلة الأسلية.